# أنور مغيث
أنور مغيث (ولد في مدينة الباجور في مصر عام 1956) كاتب ومترجم مصري ومدير المركز القومي للترجمة بالقاهرة من يونيو 2014 إلى يونيو 2015.

## تعريف
- حصل علي الدكتوراه من جامعة باريس بأطروحة عن تلقي الماركسية في مصر عام 1992م.
- وأثرى المكتبة العربية بترجمات لعدد من الكتب والأبحاث المهمة في مجالات الفلسفة. يعمل حاليا أستاذا للفلسفة الحديثة والمعاصرة بجامعة حلوان.[3]

## ترجمات
- كيف نصنع المستقبل؟، روجيه جارودي، ترجمة أنور مغيث ومنى طلبة، دار الشروق، القاهرة، 2001.
- في علم الكتابة، جاك دريدا، ترجمة أنور مغيث ومنى طلبة، المجلس الأعلى للثقافة، المشروع القومي للترجمة، القاهرة، 2005.
- كيف يدمر الأثرياء الكوكب، هرفي كيمف، 2010.
- نقد الحداثة، آلان تورين، ترجمة أنور مغيث، المجلس الأعلى للثقافة، المشروع القومي للترجمة، القاهرة، 1997.
- مسيحيون ومسلمون: إخوة أمام الله، كريستيان فان نسبن, ترجمة أنور مغيث، ط1 المجلس الأعلى للثقافة، المشروع القومي للترجمة، القاهرة، 2006، ط2مكتبة الأسرة، الهيئة المصرية العامة للكتاب، القاهرة، 2008.
- السان سيمونيون في مصر، فيليب رينييه, ترجمة أنور مغيث وأمل الصبان وداليا الطوخي، المركز القومي للترجمة، القاهرة، 2011.
- كفى للطغمة ولتحيا الديمقراطية، هيرفي كيمف، 2014.
- من هو شارلي؟.. سوسيولوجيا أزمة دينية، إيمانويل تود. 2015.[4]
- أسباب عملية إعادة النظر في الفلسفة، بيير بورديو، 2017.
- لماذا نقرأ الفلاسفة العرب؟، على بن مخلوف، 2018.[5]
- الغول، إنكى بلال، 2021.[6]
- على خطي مارييت، فينوك، 2022.